# Dorota Pospíšilová
Dorota Pospíšilová (13. únor 1930 , Bratislava) je slovenská šlechtitelka odrůd vína, autorka nejznámějších slovenských odrůd, Dunaj a Děvín. Studovala na Vysoké škole zemědělské v Košicích . Vyšlechtila 24 na Slovensku uznaných nových odrůd révy mj. odrůdy Rimava, Hron, Breslava, Hetera, Torysa, Rudava, Rosa, Váh, Diamant.

## Ocenění
- 1998 – Rad Ľudovíta Štúra II. třídy – za celoživotní vědecké dílo.[4]
- 2014 – Krištáľové krídlo – mimořádná cena[5]

## Dílo
- POSPÍŠILOVÁ, Dorota. Ampelografia ČSSR. 1. vyd. Bratislava: Príroda, 1981. 347 s.
- POSPÍŠILOVÁ, Dorota; KORPÁS, Ondrej. Nové šľachtenie viniča na Slovensku. Bratislava: Ministerstvo pôdohospodárstva SR, 1998. 222 s. ISBN 80-967689-0-5.
- POSPÍŠILOVÁ, Dorota; SEKERA, Daniel; RUMAN, Tibor. Ampelografia Slovenska. Modra: Výskumná a šľachtiteľská stanica vinárska a vinohradnícka, 2005. 368 s. ISBN 80-969350-9-7.
- POSPÍŠILOVÁ, Dorota; ŠIMORA, Rastislav. Lesný vinič : Vitis vinifera ssp. silvestris Gmel. a jeho výskyt na Slovensku. Bratislava: Veda, 2019. 200 s. ISBN 978-80-224-1735-8.

### Překlad
- STEVENSON, Tom. Nová encyklopédia vín. Doboš, Andrej; Malík, Fedor; Pátková, Jaroslava; Pospíšilová, Dorota; Slugeň, Dušan; Šajbidorová, Iva; Šmogrovičová, Daniela. Bratislava: Ikar, 2002. ISBN 8055104549.[6]